# Lilla Kungsbergstjärnen
Lilla Kungsbergstjärnen är en sjö i Hofors kommun i Gästrikland och ingår i Dalälvens huvudavrinningsområde.